# Les Enfants de Shaolin
Les Héritiers de Shaolin (少林小子, Shao Lin xiao zi) est un film chinois réalisé par Yen Chang-hsin, sorti en 1984.

## Synopsis
Deux familles ennemies s’affrontent au bord de la rivière Li. D’un côté la famille Lung composée de neufs frères bouddhistes rescapés du temple Shaolin. De l’autre, la famille Feng composée d’un maître taoïste et de ses huit filles.
Le maître taoïste Pao Shen Feng interdit à ses huit filles toutes rencontres avec les garçons de la famille Long. Tout cela va se compliquer quand San Lung, troisième frère de la famille Lung, va tomber amoureux de la redoutable San Feng, troisième fille de la famille Feng et que des bandits vont vouloir capturer les filles de la famille. Ces brigands étant les responsables du massacre des parents de la famille Lung, la vengeance va être terrible.

## Fiche technique
- Titre : Les Héritiers de Shaolin
- Titre original : 少林小子 (Shao Lin xiao zi)
- Titre anglais : Shaolin Temple 2
- Réalisation : Yen Chang-hsin
- Scénario : Shu-Hua Ho, Chi-Keung Leung
- Photographie : Chou Pai-Ling
- Montage : Gu Zhihui, Ly Yu-huai
- Société de production : Chung Yuen Motion Picture Company
- Pays d'origine : Hong Kong
- Genre : Film d'action, arts martiaux
- Durée : 103 minutes
- Date de sortie :

 Hong Kong : 26 janvier 1982
 France : 18 juillet 1990

## Distribution
- Jet Li : San Lung
- Ding Lan : Er Feng
- Gordon Liu
- Qingfu Pan
- Qiuyan Huang : San Feng
- Cheng-Hui Yu : Pao Shen Feng / Wu Tang Dad
- Hai Yu : Tin Lung / Er Long